# Charrúa

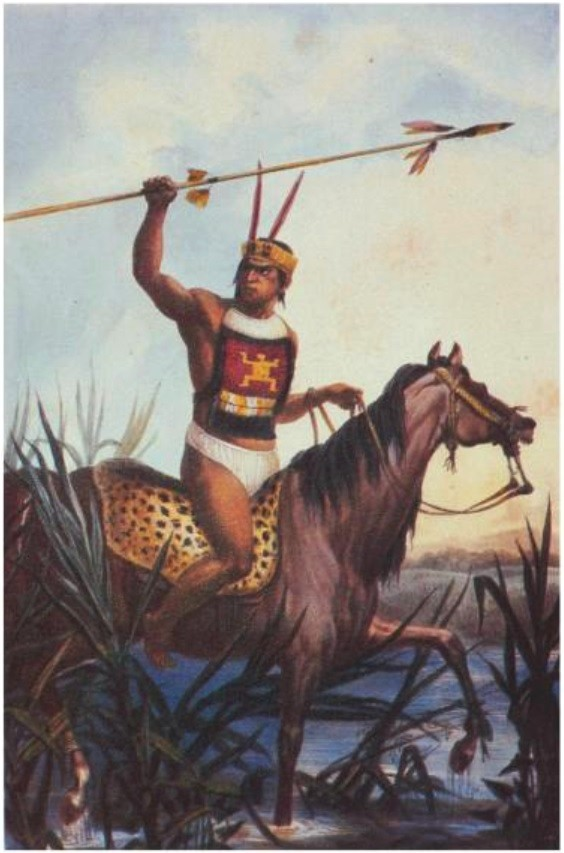
Charrúa-Krieger (Jean-Baptiste Debret)

Die Charrúa gehörten zu den indigenen Völkern Südamerikas, die vor allem in den Grenzen des heutigen Uruguay, sowie zudem im nordöstlichen Argentinien und dem südlichen Brasilien lebten. Sie waren nomadische Jäger und Sammler (Großwild, Vegetabilien, Fisch), die in Zelten lebten. Schon seit Beginn der Conquista im 16. Jahrhundert machten sie sich die verwilderten Pferde und Rinder der Spanier – Cimarrones – zu Nutze und entwickelten sich zu gefürchteten Reiterkriegern. Lebten sie vorher unter ständigem Druck der Guarani – die an den Küsten Uruguays und den großen Flüssen lebten – so wendete sich dies nun zu ihren Gunsten. Im 19. Jahrhundert wurde das Volk ausgerottet.

## Allgemeine Vorgeschichte
Es wird geschätzt, dass die fruchtbaren Gebiete des heutigen Uruguay seit etwa 7000 v. Chr. durch Menschen besiedelt wurden, die nomadisch in kleinen Gruppen lebten. Die Besiedelung war jedoch aufgrund der klimatischen Verhältnisse sehr dünn.

## Geschichte der Charrúas
Das erste Volk, welches sich als solches später herauskristallisierte, waren die Charrúa. Erste Spuren wurden jedoch nur von einer später fortgeschritteneren Kultur gefunden, die neben der Fischerei bereits (in geringem Maße) Landwirtschaft betrieb und auch Keramik kannte. Da die Schrift bei diesem Volk unbekannt war, ist von den Charrúas heute so gut wie nichts bekannt. Bei der Ankunft der Europäer waren die Charrúas ein kleines, von den Guaraní bedrohtes Volk. Die Charrúas wehrten sich heftig gegen die eindringenden Spanier, sodass der Entdecker, Juan Díaz de Solís und mit ihm 50 oder 60 Mann – je nach Quelle – seiner Mannschaft im gleichen Jahr von dem einheimischen Indianerstamm gegenüber der Insel Martín García, auf dem Boden des heutigen Staates Uruguay, getötet wurden.
Vermutlich lernten die Charrúas bereits Ende des 16. Jahrhunderts das Reiten und wurden zu einer gefürchteten südamerikanischen Reiterkultur. Insbesondere die Kombination ihrer „Schleuderkugeln“ – der Bolas – mit der Reiterei erwies sich als ausgesprochen wirkungsvoll bei der Jagd auf die „Cimarrones“ und bei der Verteidigung.
Spätestens im Laufe des 19. Jahrhunderts verschwanden die Charrúas vollständig, bedingt durch die jahrhundertelange Verfolgung durch die Europäer. 1831 ereignete sich das Massaker von Salsipuedes, bei dem 40 Charrúas getötet und 300 gefangen genommen wurden. Die Spanier überführten drei Charrúas auf die Iberische Halbinsel und mumifizierten sie. Heute können diese Mumien in einem spanischen Museum besichtigt werden.
Am 21. Juli 2002 wurde das Skelett des letzten Häuptlings des Eingeborenenstammes der Charrúas, Vaimacá Pirú, von Paris nach Montevideo rücküberführt. Es war 169 Jahre lang im Pariser Musée de l’Homme ausgestellt. Der Häuptling war im Jahr 1833 von einem Unternehmer als „Ausstellungsobjekt“ nach Frankreich verschleppt worden – zusammen mit drei seiner Untertanen, darunter die schwangere Frau Guyunusa, die in Paris eine Tochter zur Welt brachte. Zwei der vier Indianer starben in einem „Anthropologischen Garten“ (eine sogenannte Völkerschau), weil sie die Nahrungsaufnahme verweigerten. Die anderen „Attraktionen“ verkaufte der Unternehmer an einen Zirkus.

## Charrúas heute
Die heute lebenden Nachfahren der Charrúas sind komplett in den anderen Völkern der Pampas-Indianer und der Mestizen aufgegangen. Neben La celeste (dt.: „Die Himmelblaue“) ist „Charrúas“ ein häufig benutzter Spitzname für die uruguayische Fußballnationalmannschaft.